# Федерация футбола Люксембурга
Федера́ция футбо́ла Люксембу́рга (ФФЛ) (фр. Fédération Luxembourgeoise de Football, люкс. Lëtzebuerger Foussballfederatioun) — люксембургская футбольная организация, по контролем которой проходят чемпионаты Люксембурга и наблюдается сборная Люксембурга по футболу. Федерация расположена на юге города Люксембурга.

## История
Первый клуб Люксембурга, КС Фола Эсш и Лаун Теннис Клаб, появились в 1906 году. Спустя 2 года была основана Федерация Футбола Люксембурга. Первый национальный чемпионат сыграли в 1909/1910 годах, и победителем его стал Расинг (ныне Расинг Юнион).
В 1910 году Люксембург вступил в FIFA, и уже 29 октября 1911 года сборная сыграла первый матч против Франции, который проиграла 4:1. Ещё через 3 года, 8 февраля 1914, Люксембург одержал победу над всё той же сборной Франции 5:4.
В 1930 Федерация приняла своё нынешнее имя, FLF, и футбол стал набирать популярность в Люксембурге.
В 1954 году Люксембург вступил в UEFA. Спустя 2 года ФК Спора, первая из люксембургских клубов приняла участие в Кубке Чемпионов (ныне Лига Чемпионов)

## Список президентов ФФЛ
- Макс Мец (1903—1913)
- Жулес Фурнелле (1913—1915)
- Рене Леклере (1915—1917)
- Ж. Гешвинд (1917—1918)
- Жуиллауме Леммер (1918—1920)
- Густав Жамарт (1920—1950)
- Эмил Хамилиус (1950—1960)
- Альберт Конгс (1960—1968)
- Рене Ван ден Бюлке (1968—1981)
- Реми Вагнер (1981—1986)
- Норберт Контер (1986—1998)
- Генри Роемер (1998—2004)
- Пол Филипп (2004—н. в.)